# Denis Voroněnkov
Denis Nikolajevič Voroněnkov (10. dubna 1971 Gorkij, Sovětský svaz – 23. března 2017 Kyjev, Ukrajina) byl ruský komunistický poslanec. Stal se otevřeným kritikem ruského prezidenta Vladimira Putina.
Dne 23. března 2017 byl zastřelen Ukrajincem Pavlem Paršovem, který po přestřelce s Voroněnkovým bodyguardem zemřel.

## Politická kariéra
Od roku 2011 do října 2016 byl Voroněnkov poslancem za ruskou komunistickou stranu. Poté z obav před pronásledováním ruskou tajnou policií odešel na Ukrajinu, vzdal se ruského občanství a získal ukrajinské. Na Ukrajinu s ním odjela i jeho manželka Marija Maxakovová, ruská mezzosopranistka a bývalá poslankyně za Jednotné Rusko.
V únoru 2017 Voroněnkov kritizoval ruskou anexi Krymu a uvedl, že nejbližší spolupracovníci prezidenta Vladimira Putina s anexí nesouhlasili, a to zejména jeho klíčový poradce Vladislav Surkov. Situaci v Rusku přirovnal k nacistickému Německu.
Ruská prokuratura Voroněnkova obvinila z podvodů, z komunistické strany byl vyloučen. Od února 2017 byl na ruském i mezinárodním seznamu hledaných osob.

## Vražda
Dne 23. března 2017 byl Voroněnkov zastřelen 27letým Ukrajincem Pavlem Paršovem, když mířil na schůzku s bývalým ruským poslancem Iljou Ponomarjovem. Voroněnkův bodyguard útočníka při přestřelce postřelil, muž na následky zranění ještě téhož dne zemřel. Podle Antona Heraščenka, poradce ukrajinského ministra vnitra, se Paršov narodil v Sevastopolu na Krymu a údajně prodělal výcvik u ruské tajné služby. V letech 2014 až 2016 také sloužil v ukrajinské Národní gardě, která právě pod ministerstvo vnitra spadá. Od roku 2011 byl Paršov hledán policií v souvislosti s hospodářskou kriminalitou.
Ukrajinský prezident Petro Porošenko vraždu politika označil za čin ruského státního terorismu: „Voroněnkova krvavá vražda v centru Kyjeva je aktem státního terorismu Ruska, které musel opustit z politických důvodů. Nese to jasný podpis ruských tajných služeb.“ Mluvčí Kremlu Dmitrij Peskov označil nařčení za „absurdní“.